# Benzonitrila
Benzonitrila é o composto químico com a fórmula C6H5CN, abreviadamente PhCN (do inglês phenil). Este composto orgânico aromático é incolor, com um odor de amêndoas doces. É preparado pela desidratação de benzamida, ou pela reação de cianeto de sódio com bromobenzeno.

## Aplicações
Benzonitrila é um solvente útil e um precursor versátil de muitos derivados. Ele reage com aminas resultando N-benzamidas substituídas após hidrólise. É um precursor para Ph2C=NH  (difenilquetimina ou difenilmetilenimina, p.e. 151 °C, 8 mm Hg) via reação com brometo de fenilmagnésio seguido por metanólise.
Benzonitrila pode formar compostos de coordenação com os últimos metais de transição que são tanto solúveis em solventes orgânicos e convenientemente lábeis, e.g. PdCl2(PhCN)2. Os ligantes benzonitrila são prontamente deslocados por ligantes mais fortes, fazendo complexos de benzonitrila intermediários sintéticos úteis.